# Władysław Huzik
Władysław Jan Huzik (ur. 18 maja 1945 w Łodzi, zm. 2004) – polski literat, dziennikarz i antykwariusz.

## Życiorys
Uczył się w Zasadniczej Szkole Elektronicznej w Zduńskiej Woli, zaczął wówczas (1973) pisać wiersze. W 1969 roku ukazał się jego reportaż pt. Tkalnie bez pyłu o łódzkich tkalniach w „Odgłosach”. Publikował w „Nowym Medyku”, „Współczesności”, „Kulturze”, „Literaturze”. Debiutował zbiorem opowiadań Te małe gnojki w nocy. Około 1983 roku urodził mu się syn Sebastian. Od 1989 roku zajmował się sprzedażą książek, w 2003 roku prowadził dwa antykwariaty w Warszawie, jeden miał powierzchnię 50 m² i mieścił się przy ul. Koszykowej 63, a drugi, Pałac Starej Książki Chimera II przy ul. Działdowskiej, miał powierzchnię 800 m² – był to największy warszawski antykwariat (po jego śmierci był prowadzony przez Piotra Huzika, następnie przez syna Sebastiana do września 2007 roku, gdy został zamknięty z powodu zadłużenia). Założył i prowadził Oficynę Wydawniczą Exlibris. Był członkiem Związku Literatów Polskich. Zostawił po sobie dług o wartości około pół miliona złotych, dlatego syn odmówił przyjęcia spadku po ojcu.

### Współpraca ze Służbą Bezpieczeństwa
Był zarejestrowany przez Służbę Bezpieczeństwa w latach 1967–1990 jako TW „Matrat”. Jego oficerem prowadzącym był por. Stefan Jończyk. Dla Służby Bezpieczeństwa zajmował się m.in. Jerzym Andrzejewskim, Kazimierzem Brandysem, Arturem Międzyrzeckim, Czesławem Miłoszem, Markiem Nowakowskim.

## Twórczość
- Te małe gnojki w nocy, nowele, Wydawnictwo Iskry, 1971[6][1], „Exlibris”, 1992[1]
- Notatki do dni pierwszych, opowiadania, Wydawnictwo Łódzkie, 1975[1]
- Dworska szkoła jazdy, reportaż, Iskry, 1981[1]
- Złodzieje i mecenasi, reportaż literacki (wydane razem z: Gorzkim smakiem awansu Dionizego Sidorskiego, Małą rodzinną mafią Jana Lewandowskiego oraz Gwiazdą Ekspresu Reporterów Danuty Kwapiszewskiej), seria Ekspres Reporterów, Krajowa Agencja Wydawnicza, 1981[1]
- Ukradzione twarze, powieść kryminalna, seria Klub Srebrnego Klucza, Iskry, 1985[1], „Exlibris”, 1993[1](przełożona na język czeski przez Anettę Bajakovą, wydana pt. Ukradené tváře, Mladá fronta, 1988[1]; przełożona na język niemiecki przez Huberta Schumanna, wydana pt. Gestohlene Gesichter, Neues Leben, cop. 1988[1]),
- Przychodzi baba do lekarza, publikacja humorystyczna (z ilustracjami Juliana Bogdanowicza), Oficyna Wydawnicza „Exlibris”, 1989[1]
- Zwariowany eskulap, publikacja humorystyczna (z ilustracjami Ludwika Szaleckiego), Oficyna Wydawnicza „Exlibris”, 1989[1]

### Prace redakcyjne
- Pielęgnowanie chorych, Złota Seria Medycyny Niekonwencjonalnej, Oficyna Wydawnicza Exlibris, 1991 (opracowanie redakcyjne)[1]
- Szalone seksolatki (anegdoty i dykteryjki tylko dla dorosłych), „Exlibris”, 1992 (redaktor naczelny)[1]
- Historyjki o Szkotach (anegdoty i dykteryjki tylko dla dorosłych), „Exlibris”, 1992 (redaktor naczelny)[1]
- „Kubusiowe Zagadki. Dwutygodnik dla dzieci”, „Exlibris”, wydawany od 1992 przez „Exlibris” (redaktor naczelny)[1]
- Homeopatia (poradnik medyczny), „Exlibris”, 1992 (opracowanie redakcyjne)[1]
- Zapomniane metody leczenia (poradnik medyczny), „Exlibris”, 1992 (opracowanie redakcyjne)[1]
- Historyjki o zwierzątkach (anegdoty i dykteryjki tylko dla dorosłych), „Exlibris”, 1992 (redaktor naczelny)[1]
- Jak to robią Francuzi? (anegdoty i dykteryjki tylko dla dorosłych), „Exlibris”, 1992 (redaktor naczelny)[1]
- Jak to robią Anglicy? (anegdoty i dykteryjki tylko dla dorosłych), „Exlibris”, 1992 (redaktor naczelny)[1]
- Ach! Ci okropni gówniarze! (anegdoty i dykteryjki tylko dla dorosłych), „Exlibris”, 1992 (redaktor naczelny)[1]
- Zabij mnie, glino!… (anegdoty i dykteryjki o policjantach), „Exlibris”, 1992 (redaktor naczelny)[1]
- Ty świnio Bruner!… (o Stirlitzu, Klossie, Czapajewie i tajnych agentach), „Exlibris”, 1993 (redaktor naczelny)[1]
- Jak to robią jankesi?, „Exlibris”, 1993 (redaktor naczelny)[1]
- W 80 żartów dookoła świata (dowcipy i dykteryjki wyłącznie dla dorosłych), „Exlibris”, 1993 (redaktor naczelny)[1]
- Kiedy upał w Chałupach (dowcipy i dykteryjki wyłącznie dla dorosłych), „Exlibris”, 1993 (redaktor naczelny)[1]
- Podróże kształcą (dowcipy i dykteryjki wyłącznie dla dorosłych), „Exlibris”, 1994 (redaktor naczelny)[16]
- Pan Prezydent powiedział… (czyli 120 nieprzyzwoitych anegdot i przypowiastek o Lechu Wałęsie), Exlibris, 1995 (redaktor naczelny)[1]
- Humor żydowski (czyli dowcipy i dykteryjki wyłącznie dla dorosłych), Exlibris, 1995 (redaktor naczelny)[1]
- Gdy się papież uśmiecha, anegdoty o Janie Pawle II, Oficyna Wydawnicza „Mini-Books”, 2003 (redaktor naczelny)[1]